# The Toro Company
The Toro Company ist ein 1914 gegründeter US-amerikanischer Hersteller von Maschinen und Geräten für die Rasen- und Landschaftspflege mit Sitz in Bloomington (Minnesota). Das Unternehmen ist an der New Yorker sowie einigen deutschen Börsen notiert und im Index S&P 600 SmallCap gelistet.

## Geschichte
Toro wurde 1914 gegründet. 1927 verkaufte man die Traktorenproduktion an Advance-Rumely. 1984 übernahm man die unter der Marke Wheel Horse bestehende Sparte Rasenmäher und -traktoren der American Motors Corporation. Weitere Übernahmen folgten: 1989 Lawn-Boy, 1996 James Hardie Irrigation, 1997 Exmark, 2005 Hayter, 2007 Rain Master und Turf Guard. Seit den 1990er Jahren wurde der Schwerpunkt immer mehr in den Profianwenderbereich verlagert, der 1990 noch etwa ein Drittel des Geschäfts ausgemacht hat und bis 2007 auf rund 70 % gestiegen ist. Die Fertigung von Rasentraktoren im unteren Preisbereich für Privatanwender wurde 2007 in Lizenz an MTD abgegeben.
In Deutschland wurde die Marke Toro von 1955 bis 2010 über die Firma Roth Motorgeräte in Pleidelsheim bei Stuttgart importiert, die das deutsche Exklusivvertriebsrecht hatte und 2010 in Insolvenz gegangen ist. Der Vertrieb für Deutschland erfolgt seither durch Toro, Belgien.